# 高橋優太 (陸上選手)
高橋 優太（たかはし ゆうた、1987年4月13日 - ）は、日本の陸上競技選手。専門は長距離種目。北海道美幌町出身。2006年、仙台育英学園高等学校、城西大学卒業、エスビー食品・DeNAを経て高橋牧場所属。

## 略歴
中学時代は陸上競技とクロスカントリースキーとの掛け持ちをしており、陸上では全国中学1500m 2位、クロスカントリースキー5kmでは全国中学6位などの成績を残している。仙台育英高進学後は陸上に専念し、大学では世界ジュニア代表、2007年ユニバーシアード5000mで4位入賞した。2008年の日本インカレ5000mでも日本人トップの3位に入り、2010年は主将として東京箱根間往復大学駅伝競走のシード権獲得に貢献した。

## ベストタイム
- 5000m - 13分31秒37（2010年）
- 10000m - 28分30秒51（2011年）

## 主な戦績
- 2006年3月 - 第41回千葉国際クロスカントリー ジュニア部門8km 優勝
- 2006年4月 - 世界クロスカントリー選手権大会 30位
- 2006年5月 - 第85回関東学生陸上競技対校選手権大会 5000m1位
- 2006年6月 - 第75回日本学生陸上競技対校選手権大会 5000m 9位
- 2006年7月 - 第22回日本ジュニア選手権 5000m 優勝
- 2006年8月 - 第11回世界ジュニア陸上競技選手権大会 10000m 9位
- 2006年9月 - 函館ハーフマラソン 5位
- 2006年10月21日 - 東京箱根間往復大学駅伝競走予選会 チーム第7位通過 個人82位
- 2006年11月 - 第38回全日本大学駅伝対校選手権大会 1区区間賞
- 2007年1月　-　第83回東京箱根間往復大学駅伝競走　1区区間3位
- 2007年2月11日 - 第42回千葉国際クロスカントリー シニア部門12km 5位（日本人選手2位）
- 2007年5月 - 第86回関東学生陸上競技対校選手権大会 5000m 4位
- 2007年5月 - 第86回関東学生陸上競技対校選手権大会 10000m 9位
- 2007年6月 - 第76回日本学生陸上競技対校選手権大会 5000m 3位
- 2007年6月 - 全日本大学駅伝・関東学生陸上競技連盟推薦校選考会 チーム第1位通過 4組 1位
- 2007年8月 - 第24回ユニバーシアード競技大会 5000m 4位
- 2007年10月20日 - 東京箱根間往復大学駅伝競走予選会 チーム第2位通過 個人39位
- 2008年9月 - 第77回日本学生陸上競技対校選手権大会 5000m 3位
- 2008年10月18日 - 東京箱根間往復大学駅伝競走予選会 チーム第1位通過 個人4位
- 2009年2月15日 - 第44回千葉国際クロスカントリー シニア部門12km 4位（日本人選手2位）
- 2009年10月17日 - 東京箱根間往復大学駅伝競走予選会 チーム第6位通過 個人2位
- 2010年1月2日 - 第86回東京箱根間往復大学駅伝競走　2区区間9位
- 2012年1月22日 - 第17回天皇盃全国都道府県対抗男子駅伝競走大会 3区区間9位
- 2014年11月3日 - 第55回東日本実業団対抗駅伝競走大会 4区区間2位